# 自立のすすめ マイルールシリーズ
自立のすすめ　マイルールシリーズは、作・辰巳渚、絵・朝倉世界一による日本の本作品シリーズ。

## 概要
『マイルール 自立のすすめ』の表題で毎日小学生新聞に掲載。2007年4月3日号から連載されていたが、作者・辰巳渚の死去により2018年7月3日号（一部地域では7月4日）で終了。

## 内容
「子どもが自立するために必要な約束・ルール」を、文章、マンガを使って説明していく。

## 登場人物

### 原家
原まき（はら まき）
本作の主人公。小学5年生の女の子で、あだ名は「まきっぺ」。
原太（はら ふとし）
まきの父親。自動車工場に勤めている。
原ぺこ（はら ぺこ）
まきの母親。旧姓は「椎名」。
おばあちゃん
まきの祖母で、太の母親。
ハナ
原家で飼っている猫。

### もっちんの家族
もっちん
まきっぺの親友。おかっぱ頭。本名は不明。
もっちんのパパ
もっちんの父親。眼鏡をかけている。
もっちんのママ
もっちんの母親。顔がもっちんと似ている。
もっちんのおねえちゃん
もっちんの姉。

## 書誌情報
毎日新聞社（6作目より毎日新聞出版）より刊行。
1. マイルール 自立のすすめ（2008年11月20日）ISBN 978-4-620-31914-8
2. こういうときどうするんだっけ（2010年10月8日）ISBN 978-4-620-32023-6
3. わたしがおとなになったら（2012年1月28日）ISBN 978-4-620-32097-7
4. もっと こういうときどうするんだっけ（2013年2月5日）ISBN 978-4-620-32175-2
5. いつもこういうときどうするんだっけ（2014年8月30日）ISBN 978-4-620-32275-9
6. やっぱりこういうときどうするんだっけ（2016年3月18日）ISBN 978-4-620-32373-2
7. 小学生になったらどうするんだっけ 自立のすすめマイルールBEST（2017年2月17日）ISBN 978-4-620-32437-1